# Stadio Libero Liberati
Le stadio Libero Liberati est un stade de football de la ville de Terni en Italie. Le Ternana Unicusano Calcio est son club résident.

## Histoire
Dans les années soixante, les dirigeants du SS Ternana Terni désirent quitter leur enceinte vieillissante, le stade viale Brin, devenu vétuste et trop petit. 
La municipalité de Terni a donc chargé l'ingénieur Leopoldo Burrachello (également concepteur du Stade Marcantonio-Bentegodi de Vérone) d'étudier la possibilité de l'implantation d'une nouvelle enceinte dans le quartier de San Martino-Dalmatia qu'un plan d'urbanisme de 1930 destinait à la mise en place d'installations sportives.
Burrachello choisi pour le stade une structure elliptique à trois niveaux (ou anneaux) qui se chevauchent, qui sont coupés par un espace vide au niveau de la section centrale de chaque virage. Le terrain est entouré par une piste d'athlétisme.
Le stade est baptisé Libero Liberati en l'honneur du pilote de vitesse moto champion du monde moto 500 cm³ 1957, originaire de Terni et mort d'un accident de la route en 1962.
Le stade est inauguré le 24 août 1969 à l'occasion d'un match amical opposant le Ternana aux Brésiliens de Palmeiras.
Le 18 juin 1972 le stade accueille ses premières rencontres de Serie A grâce à l'accession (inédite) de Terana à l'élite italienne.
En 1974, des travées de marches supplémentaires sont ajoutées dans l'espace vide du virage ouest. Peu de temps après, la piste d'athlétisme est démantelée. En 1975, des exilés chiliens hébergés à Terni réalisent des peintures murales commémorant le coup d’Etat de 1973.
La capacité d'accueil était importante, et le stade a connu un record d'affluence lors d'un match de Serie A, Ternana-Roma, avec environ 45 000 spectateurs (dont près de 20 000 supporteurs romains). Mais le durcissement progressif des règles de sécurité ont ramené sa capacité à des chiffres plus modeste, jusqu'à repasser sous la barre des 20 000 sièges.
En 2008, des tourniquets sont installés sur tout le périmètre du stade et de nombreuses caméras de surveillance sont installées. Puis en mars 2012 l'ingénieur Corradi présente un projet de stade sans barrières ni fossés où les trois anneaux disparaissent au profit d'une structure unique. Le coût total des travaux est estimé à 3 millions d'euros. Sous l'impulsion du propriétaire de l'époque, Longarini, le projet évolue en incluant entre autres la couverture des toits de certaines tribunes par des panneaux photovoltaïques ou l'aménagement de locaux permettant d'accueillir les structures administratives du club au sein même de l'enceinte. Le budget prévisionnel augmente alors de manière conséquente, atteignant les 8 millions d'euros, et la durée des travaux est estimée à deux ans. Le 8 juin 2012, le club et la municipalité prolongent l'accord d'exploitation les liant, et débloque un budget de 550 000 euros pour la mise aux normes du stade afin de pouvoir accueillir des rencontres de Serie B (éclairage, toilettes et vidéosurveillance) tout en reportant le projet de travaux de plus grande ampleur. Dès le mois de juillet la municipalité donne également son accord pour le remplacement du gazon naturel vieux de quarante ans par un le gazon hybride naturel-synthétique pour un coût de 600 000 euros financé par la société Rossoverde. L'ancien terrain a été divisé en petites mottes et vendu aux fans pour 5 euros, les fonds récoltés étant reversés à des œuvres de bienfaisance.
En septembre 2012 à la suite de la promotion du Ternana en Série B une nouvelle mise aux normes est effectuée, ramenant la capacité totale du stade à 17 460 sièges.
Le 22 février 2014, le conseil municipal de la ville baptise le virage est "Corrado Viciani", entraîneur de Ternana dans les années 70 décédé quelques semaines auparavant.
À l'été 2018 les sièges sont remplacés pour satisfaire aux nouvelles normes en vigueur en Serie B, alors même que le club vient d'être relégué en Serie C.